# Бознаско
Бознаско (итал. Bosnasco) — коммуна в Италии, располагается в регионе Ломбардия, в провинции Павия.
Население составляет 620 человек (2008 г.), плотность населения составляет 130 чел./км². Занимает площадь 5 км². Почтовый индекс — 27049. Телефонный код — 0385.
Покровительницей коммуны почитается Пресвятая Богородица, празднование 16 июля.

## Демография
Динамика населения:

## Администрация коммуны
- Официальный сайт: